# أوكلاند (مقاطعة جيفرسون)
أوكلاند، مقاطعة جيفرسون (بالإنجليزية: Oakland, Jefferson County, Wisconsin)‏ هي بلدة تقع بولاية ويسكونسن في الولايات المتحدة. تبلغ مساحتها 93.5 (كم²)، وترتفع عن سطح البحر 267 م، بلغ عدد سكانها 3100 نسمة في عام 2010 حسب إحصاء مكتب تعداد الولايات المتحدة .

## أعلام
- جون دبليو. بورتر
- بيلي سوليفان

## وصلات خارجية
- The US50 - Cities and Towns in Wisconsin State
- Wisconsin Cities and Towns, Facts, Map, Flag, Colleges, Government, and More